# سیارک ۲۸۷۸
سیارک ۲۸۷۸ (به انگلیسی: 2878 Panacea، نامگذاری:1980RX) دو هزار و هشتصد و هفتاد و هشتمین سیارک کشف شده‌است که در ۷ سپتامبر ۱۹۸۰ کشف شد.
قدر مطلق سیارک برابر ۱۱٫۷۰ است.